# 1969 au Manitoba
Chronologie du Manitoba
- 1965
- 1966
- 1967
- 1968
- 1969
- 1970
- 1971
- 1972
- 1973

Cette page concerne des événements survenus en 1969 dans la province canadienne du Manitoba.

## Politique
- Premier ministre : Walter Weir puis Edward Schreyer
- Chef de l'Opposition :
- Lieutenant-gouverneur : Richard S. Bowles
- Législature :

## Naissances
- 25 août : Jamie Leach (né à Winnipeg), joueur professionnel de hockey sur glace. Il évoluait au poste d'ailier droit dans la Ligue nationale de hockey en Amérique du Nord. Il est le fils de l'ancien joueur vedette Reggie Leach.
- 21 septembre : Curtis Michael Leschyshyn (né à Thompson), joueur professionnel de hockey sur glace canadien[1].
- 7 novembre : Tanya Dubnicoff (née à Winnipeg), coureuse cycliste canadienne. Elle a notamment été championne du monde de vitesse aux Championnats du monde de cyclisme sur piste 1993 et deux fois médaillée d'or dans cette discipline aux Jeux du Commonwealth. Elle a représenté le Canada aux Jeux olympiques en 1992, 1996 et 2000.